# شهرستان آق‌قلا
شهرستان آق‌قلا به معنی قلعه سفید یا (دژ سپید یا سپید دژ)، یکی از شهرستانهای ایران است که در استان گلستان قرار دارد. مرکز این شهرستان، شهر آق‌قلا است دژ سپید نام قلعه ای است که سهراب در لشکرکشی خود به ایران نخست بدانجا رسید و پس از جنگ با هژیر و گردآفرید آنجا را ویران کرد. اینگونه برمی‌آید که دژ سپید در دست خاندان گژدهم بوده‌است. بر پایه برخی نسخه‌های خطی شاهنامه گژدهم دژبان این دژ بوده و به نظر می‌رسد که او از زمان نوذر دژبان آنجا بوده‌است.

## جمعیت
جمعیت شهرستان آق قلا در سال ۱۳۹۰، برابر با ۱۲۰٬۷۲۳ نفر بوده‌است.
نام قدیمی این شهرستان اسپی دژ یا همان قلعهٔ سپید بوده که در سال ۱۳۵۸ به آق‌قلا تغییر یافت.

## تقسیمات کشوری
- بخش مرکزی شهرستان آق‌قلا
  - دهستان آق‌التین
  - دهستان شیخ‌موسی
  - دهستان گرگان‌بوی

شهر: آق قلا
- بخش وشمگیر
  - دهستان مزرعه جنوبی
  - دهستان مزرعه شمالی

شهر: انبار آلوم